# Philippe (préfet d’Égypte)
Pour les articles homonymes, voir Philippe et saint Philippe.
Philippe (latin : Cnæus Domitius Philippus) est un haut fonctionnaire romain de l'ordre équestre et préfet d’Égypte de 240 à 242.
La tradition orthodoxe et catholique fait de saint Philippe d'Alexandrie le préfet d’Égypte et le père de la légendaire sainte travestie Eugénie de Rome. Cette tradition repose sur un texte hagiographique latin, la Vie de sainte Eugénie, transmise sous le titre Passion des saints martyrs Protus et Hyacinthus (BHL 2267) ; ce roman pieux fut composé en Italie dans la seconde moitié du Ve siècle.

## Éléments biographiques
Dion Cassius (livre 87, chapitre 8) mentionne un chevalier romain macédonien appelé Domitius Antigone, fils d'un dénommé Philippe. Xavier Loriot a avancé qu'il pouvait s'agir de Cnæus Domitius Philippus, donc qu'il serait né en Macédoine. Marta Sordi a soutenu qu'il était lycien, mais les Domitii de la région ne portent pas le prénom Cnæus. Il se pourrait que Philippe ait été apparenté à Ulpien (Domitius Ulpianus) : l'inscription d'une fistula plumbea, retrouvée à Centumcelæ en 1839, se lit C. N. DOMITIAN.NIVLPIANI, c'est-à-dire Cn(aei) Domiti Anni Vlpiani.
Une inscription romaine de 241, perdue mais connue par deux copies, mentionne « [Cn(æus) Dom]itius Philippus praef(ectus) uigil(um) » ; elle est postérieure au mariage entre l'empereur romain Gordien III et Tranquilline, auquel Philippe est présent. Philippe est déjà présent en Égypte romaine le 1er janvier 241, dans une lettre en grec où il est aussi qualifié de stratélate (στρατηλάτης, équivalent de dux) jusqu'en avril 242. Le cumule des qualités de préfet et de dux est extraordinaire. 
L'épithète grec indique que Philippe est un homme de haut rang, appartenant à l'ordre clarissime. En tant que préfet d’Égypte, Philippe commande les troupes, décide des promotions et veille à l'annone des soldats.

## Reprise de la légende chrétienne
L'historicité d'Eugénie n'étant aucunement mise en doute en Orient comme en Occident, l'héroïne du récit BHL 2667 (qui a été traduit en grec assez tôt) et le reste de sa famille entrent dans les chroniques et dans l'historiographie tant occidentales que byzantines, par exemple chez Jean Zonaras, moine et historien byzantin du XIIe siècle. Au moment où Philippe est censé devenir évêque d'Alexandrie, Héraclas l'est depuis 232 et le restera jusqu'en 248.
Son héroïne, la belle, sage et studieuse Eugénie, à l'instar de ses deux eunuques Prote et Hyacinthe déjà devenus chrétiens, se convertit à son tour au christianisme. Se coupant les cheveux et s'habillant en homme, elle embrasse la vie ascétique et s'établit, sous le nom d'Eugène, dans un monastère masculin dont elle est bientôt élue « abbé ». Une femme nommée Mélanthia, guérie d'une maladie par l'abbé au joli visage, lui fait des avances qui sont évidemment repoussées ; ulcérée, la femme se venge en accusant de viol l'abbé « Eugène », qui sans délai se voit traduit au tribunal du préfet Philippe. Eugénie décide alors de jeter le masque : elle révèle sa féminité devant tous en déchirant sa tunique et montrant ses seins. Reconnue par son juge et père, Eugénie est innocentée et toute sa famille se convertit. Philippe se démet de ses fonctions et est élu évêque d'Alexandrie, avant de mourir martyr, dans son église, quinze mois plus tard.
Les légendiers du XIIIe siècle perpétuèrent sans modifications substantielles le contenu de la Vie et Passion BHL 2667 : tel est le cas de Barthélemy de Trente, de Jean de Mailly et de Jacques de Voragine dans La Légende dorée. 

## Référence
1. ↑  Cécile Lanéry, « Hagiographie d'Italie (300-550), I : Les passions latines composées en Italie », dans Guy Philippart (éd.), Hagiographies. Histoire internationale de la littérature hagiographique latine et vernaculaire en Occident des origines à 1550. Volume 5. Turnhout, Brepols, 2010, p. 15-369, spéc. p. 126-138
2. 1 2 3  Loriot.